# Die großen Houdinis
Die großen Houdinis ist eine US-amerikanische Fernseh-Biografie aus dem Jahr 1976.

## Handlung
Nachdem ihr Ehemann Harry Houdini verstarb, kann sich Bess Houdini nicht erklären, was es mit all den mysteriösen Zeichen, wie der Spieluhr, die plötzlich anfängt zu spielen, dem immer wieder schief hängenden Bild von ihr oder dem Klopfen an der Tür, obwohl niemand davor steht, auf sich hat. Auf dem Friedhof am Grab ihres Mannes trifft sie Reverend Arthur Ford, der ihr erzählt, dass er ein Mann Gottes sei und kein Betrüger, weswegen er wisse, dass jemand versuche, sie zu kontaktieren. Aber sie blockt ab.
Bereits nachdem sie sich zehn Tage kannten, stellte Houdini seiner jüdischen Mutter Cecillia Weiss seine zukünftige katholische Frau Bess vor. Die Mutter ist genauso unzufrieden mit ihr, wie mit dem Wunsch des Sohnes, als Zauberer, und nicht als Anwalt oder Arzt, sein Geld zu verdienen. Gegen den Willen seiner Mutter gibt es dennoch zuerst eine katholische und anschließend eine jüdische Hochzeit. Houdini nimmt Bess mit als seine Assistentin und geht auf Tournee, die mal mehr und mal weniger gut verläuft. Nach schlechten Auftritten bittet sie ihn, die Zauberei aufzugeben und etwas anständiges auszuüben. Aber Houdini kann sich nichts anderes vorstellen als die Zauberei. Langsam aber stetig wird er immer bekannter. Vom Bridgeford Journal herausgefordert lässt er sich gefesselt im Atlantik versenken und kann sich befreien.
Obwohl Bess stets treu an der Seite ihres Mannes ist, fühlt sie sich in der jüdischen Familie, insbesondere durch Harrys Mutter, nicht willkommen. Vielmehr muss sie sich vorhalten lassen, dass sie nach einer Frühgeburt unfruchtbar geworden ist. Um sie zu beruhigen und seine Liebe zu beweisen, verkauft Harry all sein Zauberequipment, kauft ihr von dem Geld einen Ring und verspricht ihr, fortan einer geregelten Arbeit nachzugehen. Bess ist entsetzt und will ihn davon abbringen, seinen Traum aufzugeben. Aber es ist erst seine Mutter, die ihn davon überzeugt weiterzumachen. Sie gibt ihm all ihr Erspartes, womit er sich eine Europareise finanzieren soll. In Europa trifft er Sir Arthur Conan Doyle, den er damit beeindruckt, völlig nackt und gefesselt aus einer Zelle der Polizeistation entkommen zu können. Seine Europatournee wird ein riesiger Erfolg. Er lädt seine Mutter in sein Herkunftsland Ungarn ein und will mit ihr und seiner Frau gemeinsam an einem Galaabend teilnehmen. Aber die Mutter fühlt sich gedemütigt, gemeinsam mit einer Katholikin gesehen zu werden.
Zurück in Amerika ist Houdini ein gefeierter Zauberkünstler. Seine Nummern werden immer größer und gefährlicher, und er immer berühmter. Während einer Zaubershow erfährt er, dass seine kranke Mutter verstarb. Für ihn bricht eine Welt zusammen und er sucht in seinem Schmerz Trost bei Geisterbeschwörern. Er sagt alle Shows ab und erlebt bei einer Séance, bei der er angeblich mit seiner Mutter spricht, einen Riesenbetrug. Tief getroffen, und unfähig seinen Verlust zu verarbeiten, landet Houdini in der Psychiatrischen Abteilung des Bellevue Hospital Center. Nach einiger Zeit wird er von Bess besucht, die wütend darüber ist, dass Houdini mehr seiner Mutter hinterhertrauert, als ihr ein guter Ehemann zu sein. Er versichert ihr seine Liebe und fasst den Entschluss, all die spiritistischen Scharlatane zu entlarven.
Da viele Menschen allerdings an Magie und Wunder glauben, werden seine neuen Shows, in denen Houdini die Tricks der Scharlatane vorführt, sehr schlecht aufgenommen. Mit Hilfe des Kongresses kämpft er dabei gegen die Betrügereien an. Bei einer Probeséance mit seinem Freund Conan Doyle führt er auch diesem die Tricks vor. Dabei ist Houdini entsetzt, dass Doyle, der Erschaffer des brillanten Sherlock Holmes, weiterhin an das Spiritistische glauben will. Vor dem Kongress beteuert Houdini später, dass er nicht die religiösen Aspekte angreifen will, sondern lediglich die Betrügereien aufdecken möchte.
Da Houdini wettete, dass er jeden Schlag in seinen Bauch aushalten könne, erscheinen bei einer Zaubershow am 22. Oktober 1926, zwei Studenten in seiner Garderobe. Unvorbereitet schlägt einer seinen Bauch und trifft ihn hart. Er selbst rappelt sich auf und verlangt einen zweiten Schlag, den er locker abblocken kann. Doch mit dem ersten Schlag geht es ihm wirklich schlecht und er spuckt Blut. Obwohl Bess will, dass er einen Arzt aufsucht, macht er seine Show. Es geht ihm immer schlechter und er ertrinkt fast während seiner Entfesselungsnummer. Kurz darauf wird er ins Krankenhaus eingeliefert. Am 31. Oktober 1926 verstirbt er im Grace Hospital in Detroit. Die Zeitungen berichten darüber, dass er an Halloween verstarb und seine Geheimnisse mit sich nahm.
Zwei Jahre später nimmt Bess bei sich Zuhause in New York City Fords Einladung an, um herauszufinden, welche Nachricht hinter all den Geschehnissen steckt. Bei der anschließenden Séance, bei der Ford als Medium agiert, wirkt die Botschaft, die Ford ihr vermittelt so echt, dass sie daran glaubt, dass Houdini sie immer noch liebt und durch Ford spricht.

## Kritik
Das Lexikon des internationalen Films meint zum Film: Streckenweise langatmig inszenierter Fernsehfilm nach konventionellen Mustern, der vornehmlich wegen vieler prominenter Gastauftritte und spektakulärer Tricks von Interesse ist.

## Hintergrund
Ursprünglich plante NBC ebenfalls zum 50. Todestag Houdinis einen Fernsehfilm zu veröffentlichen. Als Hauptdarsteller waren Robert Blake und Charles Bronson geplant. Jean Holloway sollte das Drehbuch schreiben und Bill McCutchen den Film produzieren. Unter dem Arbeitstitel The Heart Is Quicker Than The Eye kam der Film allerdings nie über die Drehbuchentwicklung hinaus.
Der Film wurde innerhalb von 20 Drehtagen vom 28. April 1976 bis zum 25. Mai 1976 abgedreht. Peter Cushing, Darsteller von Sir Arthur Conan Doyle, kam direkt vom Dreh von Krieg der Sterne aus England, als er am 11. und 12. Mai all seine Szenen abdrehte.
Für den 25. Mai 1976, den letzten Drehtag, war eine Szene in dem Vergnügungspark The Belmont Amusement Park/Coney Island angesetzt, in der Houdini Bess in der Achterbahn um ihre Hand anhielt. Obwohl die Szene im Drehbuch stand, wurde sie nie gedreht und ist dementsprechend nicht im Film enthalten.
Der Film hatte seine erste Fernsehausstrahlung am 8. Oktober 1976 auf ABC, damals noch unter dem Originaltitel The Great Houdinis. Bei der erneuten Ausstrahlung am 6. April 1977 wurde der Titel auf The Great Houdini gekürzt. In Deutschland wurde der Film unter der Übersetzung des Originaltitels am 5. August 1991 zum ersten Mal auf Tele 5 ausgestrahlt.